# Saint-Ouen-sous-Bailly
 Saint-Ouen-sous-Bailly  es una población y comuna francesa, situada en la región de Alta Normandía, departamento de Sena Marítimo, en el distrito de Dieppe y cantón de Envermeu.

## Demografía
| 142 | 140 | 153 | 144 | 152 | 187 |
| Para los censos de 1962 a 1999 la población legal corresponde a la población sin duplicidades (Fuente: INSEE [Consultar]) |     |     |     |     |     |